# 桐木漯瑶族乡
桐木漯瑶族乡，是中华人民共和国湖南省永州市宁远县下辖的一个乡镇级行政单位。

## 行政区划
桐木漯瑶族乡下辖以下地区：
上龙盘村、下龙盘村、桐木漯村、竹山源村、双江口村、小源村和大源村。